# Ismaël Bennacer
Ismaël Bennacer (tiếng Ả Rập: إسماعيل بن نان; sinh ngày 1 tháng 12 năm 1997) là một cầu thủ bóng đá chuyên nghiệp người Algérie chơi ở vị trí tiền vệ cho câu lạc bộ Serie A Milan và Đội tuyển bóng đá quốc gia Algérie.
Ở cấp câu lạc bộ, Bennacer đã đại diện cho các đội ở Pháp, Anh và Ý trong suốt sự nghiệp của mình. Ở cấp độ quốc tế, anh đã ra mắt đội hình cho Algeria vào năm 2016, và kể từ đó đại diện cho quốc gia của anh tại hai phiên bản của Cúp bóng đá châu Phi. Anh ấy là một thành viên của đội đã giành được Cúp bóng đá châu Phi 2019, và được bầu là cầu thủ hay nhất của giải đấu.

## Sự nghiệp câu lạc bộ

### Sự nghiệp ban đầu
Sau khi bắt đầu sự nghiệp của mình với câu lạc bộ Pháp Arles, Bennacer ký hợp đồng với Premier League phía Arsenal trong tháng Bảy năm 2015.  Ông xuất hiện lần đầu Arsenal cao cấp của mình trong League Cup thứ tư vòng đi để Sheffield Wednesday vào 27 tháng 10 năm 2015, thay thế cho Theo Walcott sau 19 phút, sau khi người sau đã thay thế Alex Oxlade-Chamberlain bị thương trong trận thua chung cuộc 3–0. 
Trên 31 tháng 1 năm 2017, nó đã được thông báo rằng Bennacer sẽ tham gia câu lạc bộ Ligue 2 Tours theo dạng cho mượn trong phần còn lại của mùa giải 2016–17. Anh ghi bàn thắng đầu tiên cho Tours vào ngày 14 tháng 4 năm 2017 trước Sochaux từ một quả đá phạt trực tiếp. 
Vào ngày 21 tháng 8 năm 2017, Bennacer gia nhập câu lạc bộ Empoli của Ý. Trong mùa giải Serie B 2017–18, Bennacer đã 39 lần ra sân và ghi được 2 bàn thắng như Empoli đoạt danh hiệu Serie B, kiếm xúc tiến để Serie A. Bất chấp việc Empoli xuống hạng vào mùa giải sau đó, những màn trình diễn của Bennacer đã khẳng định vị thế của anh là một trong những tiền vệ trẻ triển vọng nhất ở châu Âu. 

### AC Milan
Vào ngày 4 tháng 8 năm 2019, AC Milan thông báo họ đã ký hợp đồng với Bennacer từ Empoli với mức phí chuyển nhượng được báo cáo là 16 triệu euro cộng với tiền thưởng. Anh ấy đã trải qua cuộc kiểm tra y tế của mình vào ngày 23 tháng 7 và ký hợp đồng 5 năm, với mức lương được báo cáo là 1,5 triệu euro mỗi mùa. Anh ra mắt câu lạc bộ vào ngày 25 tháng 8, vào sân thay người ở hiệp hai trong trận thua 0-0 trước Udinese ở Serie A; sân nhà và trận ra mắt đầy đủ của anh ấy diễn ra vào ngày 31 tháng 8, trong chiến thắng 1–0 trước Brescia. Vào ngày 18 tháng 7 năm 2020, anh ghi bàn thắng đầu tiên cho câu lạc bộ và trong trận đấu hàng đầu nước Ý trong chiến thắng 5–1 trên sân nhà trước Bologna ở Serie A.

## Sự nghiệp quốc tế
Mặc dù trước đó anh ấy đã từng đại diện cho Pháp ở cấp độ tuyển, vào ngày 31 tháng 7 năm 2016, Liên đoàn bóng đá Algérie thông báo rằng Bennacer đã chọn chuyển đổi trung thành quốc tế của mình và đại diện cho Algérie ở đấu trường quốc tế. Anh ra mắt đội tuyển quốc gia Algérie tại Vòng loại Cúp bóng đá châu Phi 2017, với chiến thắng 6–0 trước Lesotho. Bennacer được gọi lên đội tuyển vào ngày 11 tháng 1 năm 2017 để đội Algeria tham dự Cúp bóng đá châu Phi 2017 để thay thế Saphir Sliti Taïder, người bị chấn thương trong tập luyện. 
Tại Cúp bóng đá châu Phi 2019, Bennacer đã giúp Algérie giành danh hiệu đầu tiên sau 29 năm, kết thúc giải đấu với tư cách là nhà kiến tạo hàng đầu, cùng với Franck Kessié của Bờ Biển Ngà, với ba pha kiến tạo, trong đó có một pha lập công cho trận đấu với Baghdad Bounedjah . Sénégal trong trận chung kết ngày 19/7. Sau đó, anh được bầu chọn là "Cầu thủ trẻ xuất sắc nhất" và "Cầu thủ xuất sắc nhất" của giải đấu.

## Phong cách thi đấu
Một động, ngoan cường, năng động, nhỏ bé, và linh hoạt thuận chân trái người chơi, người được coi là một triển vọng đầy hứa hẹn cao trong bóng đá hiện đại, Bennacer có khả năng chơi ở nhiều vai trò tiền vệ, và đã được sử dụng như một sâu, vùng tiền vệ trong một giữ vai trò ở hàng tiền vệ, như là một tiền vệ tấn công, hoặc như là một trung tâm tấn công đầu óc tiền vệ, được gọi là mezzala trong bóng đá Ý. Các đặc điểm chính của anh ấy là tốc độ, tầm nhìn, trí thông minh, sự điềm tĩnh, kỹ năng rê dắt , chuyền bóng và kỹ thuật; anh cũng được biết đến với khả năng chuyển từ phòng ngự sang tấn công.

## Thống kê sự nghiệp

### Câu lạc bộ
Tính đến ngày 22 tháng 12 năm 2021
| Câu lạc bộ          | Mùa giải            | Giải đấu            | Giải đấu | Giải đấu | Cúp quốc gia | Cúp quốc gia | Cúp liên đoàn | Cúp liên đoàn | Khác | Khác | Tổng cộng | Tổng cộng |
| Câu lạc bộ          | Mùa giải            | Hạng                | Trận     | Bàn      | Trận         | Bàn          | Trận          | Bàn           | Trận | Bàn  | Trận      | Bàn       |
| ------------------- | ------------------- | ------------------- | -------- | -------- | ------------ | ------------ | ------------- | ------------- | ---- | ---- | --------- | --------- |
| Arles-Avignon II    | 2013–14             | CFA 2               | 2        | 0        | —            | —            | —             | —             | —    | —    | 2         | 0         |
| Arles-Avignon II    | 2014–15             | CFA 2               | 14       | 0        | —            | —            | —             | —             | —    | —    | 14        | 0         |
| Arles-Avignon II    | Tổng cộng           | Tổng cộng           | 16       | 0        | —            | —            | —             | —             | —    | —    | 16        | 0         |
| Arles-Avignon       | 2014–15             | Ligue 2             | 6        | 0        | 1            | 1            | 0             | 0             | —    | —    | 7         | 1         |
| Arsenal             | 2015–16             | Premier League      | 0        | 0        | 0            | 0            | 1             | 0             | 0    | 0    | 1         | 0         |
| Tours (mượn)        | 2016–17             | Ligue 2             | 16       | 1        | 0            | 0            | 0             | 0             | —    | —    | 16        | 1         |
| Empoli              | 2017–18             | Serie B             | 39       | 2        | 0            | 0            | —             | —             | —    | —    | 39        | 2         |
| Empoli              | 2018–19             | Serie A             | 37       | 0        | 1            | 0            | —             | —             | —    | —    | 38        | 0         |
| Empoli              | Tổng cộng           | Tổng cộng           | 76       | 2        | 1            | 0            | 0             | 0             | 0    | 0    | 77        | 2         |
| Milan               | 2019–20             | Serie A             | 31       | 1        | 4            | 0            | —             | —             | —    | —    | 35        | 1         |
| Milan               | 2020–21             | Serie A             | 21       | 0        | 0            | 0            | —             | —             | 9    | 0    | 30        | 0         |
| Milan               | 2021–22             | Serie A             | 18       | 1        | 0            | 0            | —             | —             | 6    | 0    | 24        | 1         |
| Milan               | Tổng cộng           | Tổng cộng           | 70       | 2        | 4            | 0            | 0             | 0             | 15   | 0    | 89        | 2         |
| Tổng cộng sự nghiệp | Tổng cộng sự nghiệp | Tổng cộng sự nghiệp | 184      | 5        | 6            | 1            | 1             | 0             | 15   | 0    | 206       | 6         |

### Quốc tế
Tính đến ngày 9 tháng 1 năm 2024
| Algérie   |      |     |
| Năm       | Trận | Bàn |
| 2016      | 1    | 0   |
| 2017      | 3    | 0   |
| 2018      | 3    | 0   |
| 2019      | 15   | 0   |
| 2020      | 3    | 1   |
| 2021      | 7    | 1   |
| 2022      | 10   | 0   |
| 2023      | 2    | 0   |
| 2024      | 1    | 0   |
| Tổng cộng | 47   | 2   |

### Bàn thắng quốc tế
Bàn thắng và kết quả của Algérie được để trước.
| #  | Ngày                 | Địa điểm                                         | Đối thủ | Bàn thắng | Kết quả | Giải đấu                 |
| -- | -------------------- | ------------------------------------------------ | ------- | --------- | ------- | ------------------------ |
| 1. | 13 tháng 10 năm 2020 | Sân vận động Cars Jeans, The Hague, Hà Lan       | México  | 1–1       | 2–2     | Giao hữu                 |
| 2. | 12 tháng 10 năm 2021 | Sân vận động Tướng Seyni Kountché, Niamey, Niger | Niger   | 3–0       | 4–0     | Vòng loại World Cup 2022 |

## Danh hiệu

### Câu lạc bộ
Empoli
- Serie B: 2017–18

AC Milan
- Serie A: 2021–22

### Quốc tế
Algérie
- Cúp bóng đá châu Phi: 2019